# أندرو جوزيف فرنسيس براون
أندرو جوزيف فرنسيس براون (بالإنجليزية: Andrew Joseph Francis Brown)‏ هو شخصية أعمال نيوزيلندي، ولد في 3 أكتوبر 1907، وتوفي في 23 أغسطس 1986.